# Nowomykołajiwka (hromada Nowotrojićke)
Nowomykołajiwka (ukr. Новомиколаївка) – wieś na Ukrainie, w obwodzie chersońskim, w rejonie heniczeskim, w hromadzie Nowotrojićke. W 2001 liczyła 1014 mieszkańców, spośród których 945 wskazało jako ojczysty język ukraiński, 56 rosyjski, 10 mołdawski, 1 bułgarski, 1 romski, a 1 inny.

## Urodzeni
- Miefodij Szewczenko